# Gaius Aemilius Severus Cantabrinus
Gaius Aemilius Severus Cantabrinus war ein im 2. Jahrhundert n. Chr. lebender römischer Politiker.
Durch drei Militärdiplome, die auf den 11. August 193 datiert sind, ist belegt, dass Cantabrinus 193 zusammen mit Lucius Iulius Messala Rutilianus Suffektkonsul war.

## Datierung
In den Diplomen gibt es eine Unstimmigkeit zwischen den Datierungsangaben. Commodus trat seine 18. tribunicia potestas (tribunicia potestate XVIII) am 10. Dezember 192 an. Die 18. tribunicia potestas des Commodus hätte normalerweise bis zum 9. Dezember 193 angedauert; er wurde jedoch am 31. Dezember 192 ermordet. Die Bürgerrechtsverleihung muss daher noch von Commodus zwischen dem 10. und dem 31. Dezember 192 gebilligt worden sein. Als Tagesdatum der Diplome ist aber der 11. August (ante diem III Idus Augustas) angegeben.
Laut Paul Holder handelt es sich dabei wahrscheinlich um einen Fehler bei der Nummerierung der tribunicia potestas; bei der Erstellung der Diplome wurde XVIII statt XVII eingraviert. Die 17. tribunicia potestas des Commodus dauerte vom 10. Dezember 191 bis zum 9. Dezember 192; Paul Holder nimmt daher den 11. August 192 für das Tagesdatum der Diplome an.
Werner Eck, Andreas Pangerl gehen dagegen davon aus, dass nach der Ermordung des Commodus diese Bürgerrechtsverleihung für einige Zeit unbearbeitet blieb. Erst als sich die Verhältnisse nach der Machtergreifung durch Septimius Severus einigermaßen normalisiert hatten, wurden die Militärdiplome im August 193 endgültig ausgefertigt. Der Name des Commodus wurde in den Militärdiplomen beibehalten, da er die Bürgerrechtsverleihung genehmigt hatte.
Die Datierung der Diplome bei der Epigraphik-Datenbank Clauss-Slaby ist 193.